# Route 120 (Nouveau-Brunswick)
Pour les articles homonymes, voir Route 120.
La route 120 est une route secondaire au Nouveau-Brunswick, située dans le nord-ouest de la province, longue de 45 km (28 mi).

## Description du tracé

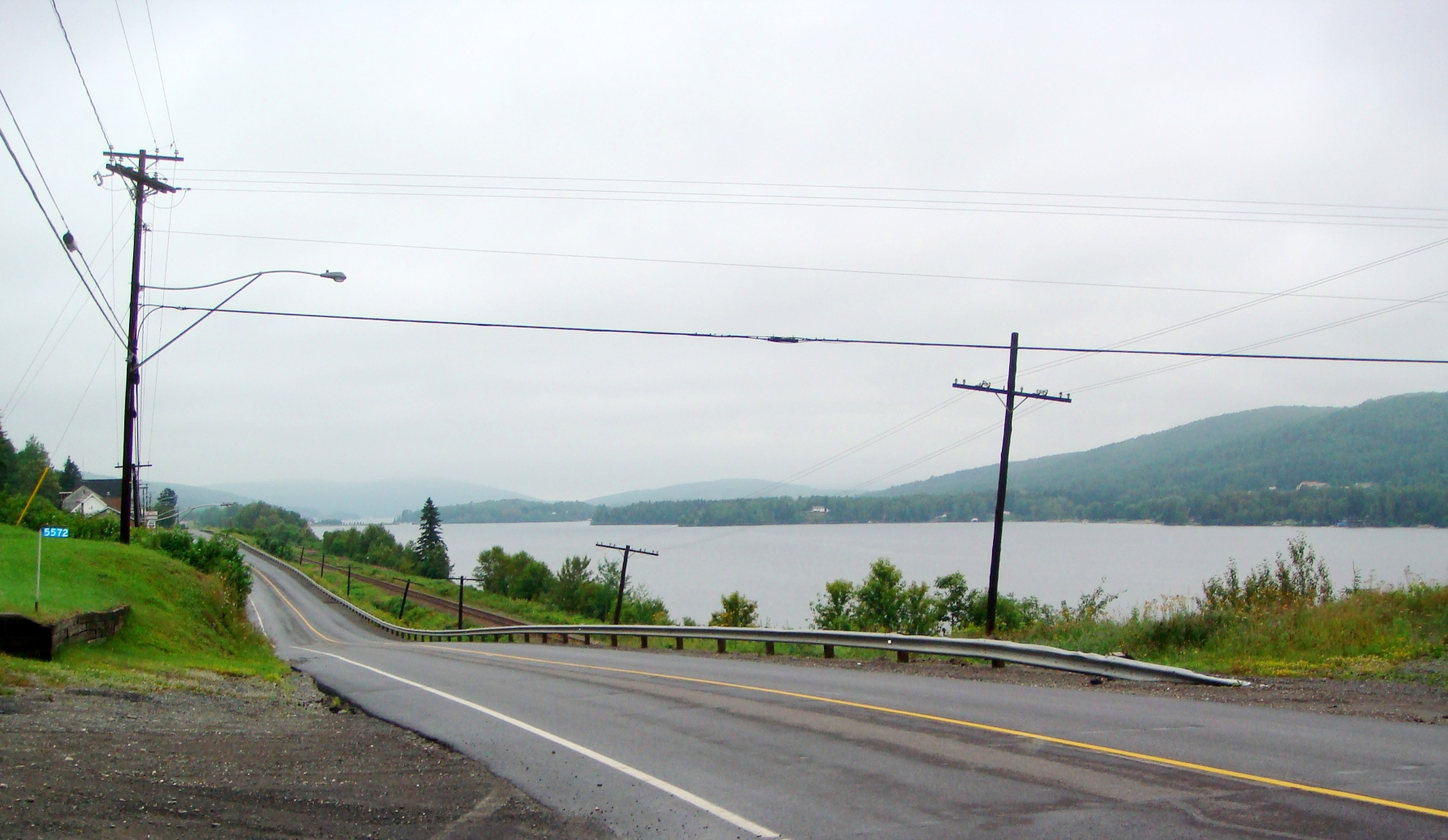
Route 120 à Lac Baker

La route 120 débute à la frontière du Québec à Lac-Baker comme prolongement de la route 289 du Québec. Elle va rejoindre la rive nord du fleuve Saint-Jean à Baker-Brook et suit sa rive (ainsi que la frontière canado-américaine et la US 1 de l'autre côté) jusqu'à Edmundston en passant par Saint-Hilaire. Elle traverse la rivière Madawaska en plein cœur de la ville d'Edmundston et se termine sur la route 2. 

## Intersections majeures
| Comté                                   | Ville       | km    | Destinations                                      | Notes                         |
| --------------------------------------- | ----------- | ----- | ------------------------------------------------- | ----------------------------- |
| Madawaska                               | Lac-Baker   | 0,00  | R-289 nord – Saint-Marc-du-Lac-Long, Pohénégamook | Continue au Québec            |
| Madawaska                               | Lac-Baker   | 0,30  | NB-215 sud – Saint-François                       | Terminus nord de la NB-215    |
| Madawaska                               | Caron Brook | 15,00 | NB-161 sud vers NB-205 – Saint-François, Clair    | Terminus nord de la NB-161    |
| Madawaska                               | Edmundston  | 41,70 | NB-144 (Chemin Canada)                            |                               |
| Madawaska                               | Edmundston  | 42,20 | Traverse la rivière Madawaska                     | Traverse la rivière Madawaska |
| Madawaska                               | Edmundston  | 43,30 | NB-2 – Fredericton, Province de Québec            | Sortie 18 de la NB-2          |
| - Accès incomplet - Transition de route |             |       |                                                   |                               |